# Wiśniowiec Stary
Wiśniowiec Stary (ukr. Старий Вишнівець, Staryj Wyszniweć) – wieś na Ukrainie w rejonie krzemienieckim należącym do obwodu tarnopolskiego.

## Historia
Pierwsza pisemna wzmianka pochodzi z 1395 roku, kiedy to na terenie wsi Stary Wiśniowiec zbudowano zamek, z którego do dzisiaj zachowały się piwnice. Stary Wiśniowiec był wzmiankowany w akcie z 9 lipca 1463 r., zgodnie z którym bracia Wasyl, Semen i Sołtan podzielili między siebie dobra książęce. W 1494 roku po najeździe Tatarów zamek został zniszcozny, a ludność dostała się do niewoli. W 1757 roku książę Michał Serwacy Wiśniowiecki zbudował we wsi kościół parafialny pod wezwaniem św. Stanisława. Była to siedziba parafii rzymsko-katolickiej. 
W okresie rozbiorowym Polski położony po stronie rosyjskiej, przy granicy Galicji.
W latach 1943–1944 bojówki UPA zabiły we wsi około 180 Polaków. Mordy odbywały się m.in. w XVIII-wiecznym kościele św. Stanisława (obecnie w ruinie). We wsi znajduje się także pomnik z 1967 roku ku czci zabitych.
Do 2020 w rejonie zbaraskim.

## Zabytki
- kościół farny pod wezwaniem św. Stanisława z r. 1757 fundacji Jana Karola Mniszcha. Wykończony w 1811 roku w stylu klasycystycznym. W lutym 1944 roku w podpalonym przez UPA kościele spłonęło żywcem kilkadziesiąt osób, które następnie wrzucono do studni. W jej pobliżu wzniesiono pomnik[3].

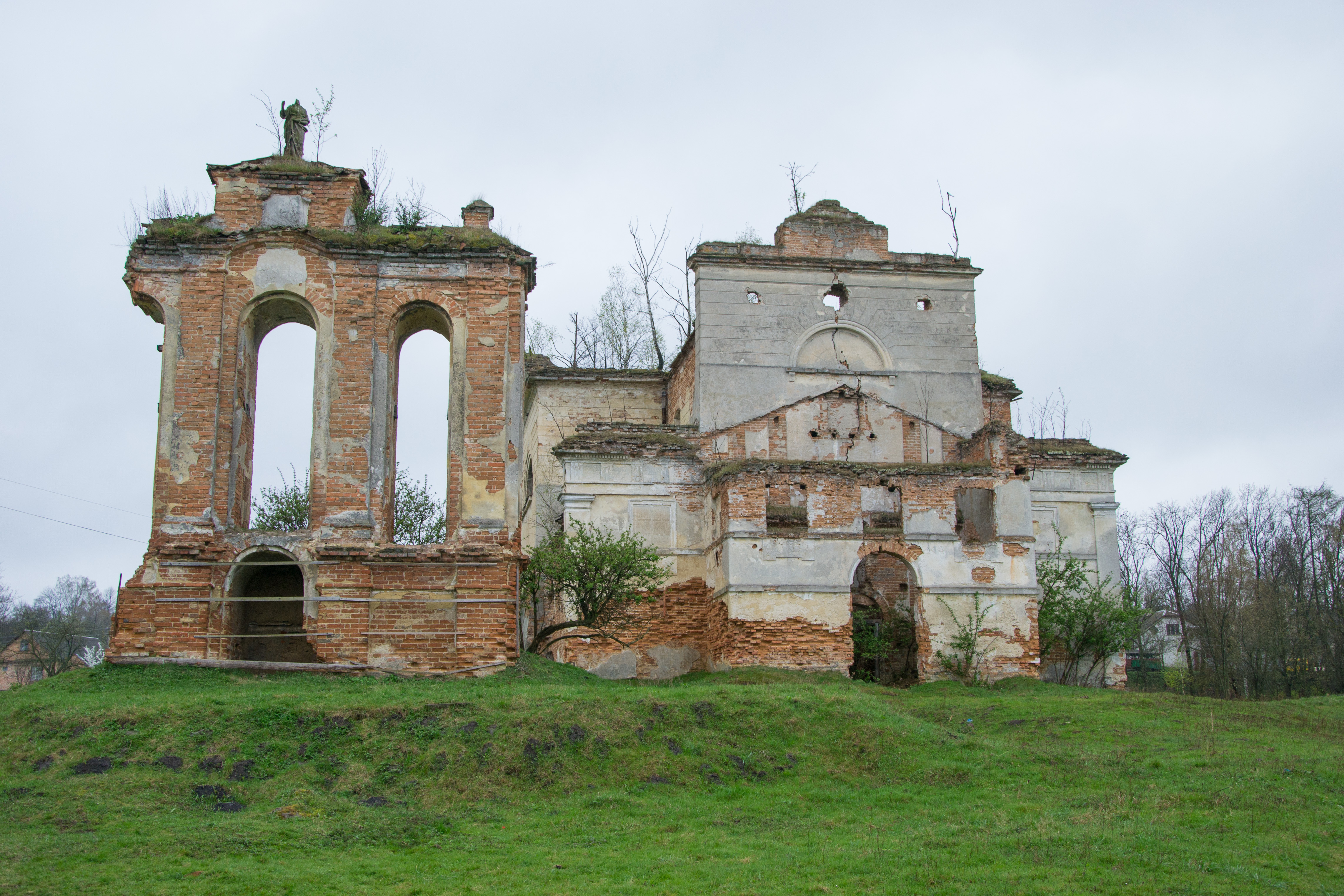
Ruina kościoła św. Stanisława